# Let ’Em Burn
Let 'Em Burn — третий и последний студийный альбом американской хип-хоп-группы Hot Boys, выпущенный 25 марта 2003 года лейблами Cash Money Records и Universal Records. Пластинка была записана на American Sector Recording Studios в Новом Орлеане, Луизиана и спродюсирована Big Tymers, дуэтом Мэнни Фреша и Baby.
Материал для альбома был записан с 1998 по 2000 год, но был выпущен лишь в 2003 году, уже после ухода Juvenile, B.G. и Turk с лейбла. Пластинка получила смешанные отзывы критиков, особо отмечались биты Мэнни Фреша. Альбом дебютировал на 14-м месте в Billboard 200 и на 3-м месте в Top R&B/Hip-Hop Albums, разойдясь тиражом 64 000 копий за первую неделю.

## Список композиций
Данные песен приведены согласно Discogs
| №                   | Название                                               | Длительность |
| ------------------- | ------------------------------------------------------ | ------------ |
| 1.                  | «Alicia Applefoot» (Intro)                             | 0:24         |
| 2.                  | «Introduction» (feat. Big Tymers)                      | 3:17         |
| 3.                  | «My Section»                                           | 4:09         |
| 4.                  | «Stick & Move» (feat. Big Tymers & Lac)                | 5:26         |
| 5.                  | «Down Here»                                            | 4:16         |
| 6.                  | «Spin Tha Bend»                                        | 4:13         |
| 7.                  | «My Cousin's New Keyboard» (skit) (feat. Mannie Fresh) | 1:13         |
| 8.                  | «Let 'Em Burn»                                         | 4:56         |
| 9.                  | «Do Whatcha Do» (feat. Big Tymers)                     | 3:35         |
| 10.                 | «Gangsta Nigga» (feat. TQ)                             | 4:55         |
| 11.                 | «These Hoes» (feat. Mannie Fresh & TQ)                 | 2:28         |
| 12.                 | «3 Strikes»                                            | 4:35         |
| 13.                 | «Jack Who, Take What»                                  | 4:54         |
| 14.                 | «Young Riders»                                         | 3:44         |
| 15.                 | «Off Wit' Ya Head» (B.G.)                              | 3:15         |
| 16.                 | «Up In Tha Hood» (feat. Lac)                           | 5:17         |
| 17.                 | «Outro»                                                | 1:10         |
| Общая длительность: | Общая длительность:                                    | 61:44        |

## Позиции в чартах
| Чарт (1999)                            | Высшая позиция |
| -------------------------------------- | -------------- |
| США (Billboard 200)                    | 14             |
| США (Billboard Top R&B/Hip-Hop Albums) | 3              |